# 아스피디스케
아스피디스케(Aspidiske)는 용골자리에 있는 항성이다. 이 별은 밤하늘에서 가장 밝은 별들 중 하나이다. 전통적으로 불리던 이름으로는 용골자리 이오타, 스쿠투럼, 투라이스(Turais), 투레이스가 있다.
용골자리 이오타의 분광형은 A8 ~ F0으로, 밝은 백색 ~ 황백색으로 빛난다. 세차 운동 때문에 이오타별은 서기 8100년 경 남극성이 될 것이다.
고물자리 크시(아스미디스케)는 용골자리 이오타(아스피디스케)와 이름이 비슷하여 혼동할 여지가 있다. 고물자리 크시는 천구상에서 용골자리 이오타 근처에 있으며 약간 더 어둡다.